# Mascara (província)
Mascara ou Muaskar é uma província da Argélia com 784.073 habitantes (Censo 2008).